# Passagem (tributo)
Passagem foi uma antiga prática fiscal institucionalizada pelos governos, sendo uma das primeiras formas de imposto conhecidas. A exemplo do atual pedágio, cobrava-se um valor pelo tráfico em determinados passadouros, geralmente construídos sobre pontes e encruzilhadas, para além de se exigir valor proporcional sobre eventual mercadoria transportada.

## Brasil
No Brasil, a passagem começou a ser institucionalizada ainda no período colonial, provavelmente no século XVIII, pela Coroa portuguesa. Sua implementação foi impulsionada pelo início do chamado ciclo do ouro, quando grandes quantidades do metal passaram a ser descobertos pelos bandeirantes no interior da colônia. Passaram então a ser uma importante fonte de renda e fiscalização da colônia, tanto que o sistema foi mantido mesmo após a Independência. Com o advento da ferrovia, já no Segundo Império, começou seu declínio até o total abandono do sistema já na Primeira República.
Não raro, as passagens localizavam-se dentro de propriedades particulares, especialmente de cafeicultores e outros pertencentes à nobiliarquia nacional. Assim, uma parte da receita era destinada ao senhor das terras, motivo pelo qual gerou grande interesse dos fazendeiros brasileiros até a queda do antigo regime monárquico, com a consequente deslegitimização dos títulos nobiliárquicos.
A cobrança do imposto poderia ser feito de três formas:
- direta, por funcionários públicos da Fazenda Real;
- arrematada, por meio de concorrência pública realizada pelas Provedorias e pelas Juntas da Fazenda Real, estabelecendo-se um compromisso fixo entre o ganhador e a Coroa, independentemente do valor que arrecadaria mensalmente dos viajantes.
- concedida, como recompensa a serviços prestados à Coroa.

Atendendo principalmente às demandas do ciclo do ouro, durante o qual desbravou-se as então minas gerais, as passagens concentraram-se nas regiões Nordeste e Sudeste, apesar de terem havido por todas as capitanias.

### Principais passagens
| Nome                               | Localização                                     | Registro mais antigo | Principal arrematante                                                                            |
| Cachoeira                          | Rio Paraíba, próxima a Cachoeira Paulista       | 1764                 |                                                                                                  |
| Piedade                            | Rio das Velhas, próxima à Serra da Piedade      | 1725                 |                                                                                                  |
| Porto Real da Passagem             | Rio das Mortes, próxima a São João del-Rei      | 1778                 |                                                                                                  |
| Guaipacaré                         | Rio Paraíba, próxima a Lorena                   |                      |                                                                                                  |
| Guaraí                             | Próxima a Piracicaba                            | 1772                 | Francisco Vicente                                                                                |
| Macaúbas                           | Rio das Velhas                                  | 1715                 | José Rodrigues da Fonseca                                                                        |
| Santo Hipólito                     | Rio das Velhas, próxima a Santo Hipólito        | 1725                 |                                                                                                  |
| São Gonçalo                        | Próxima a Diamantina                            | 1796                 | Antônio Fernandes de Oliveira                                                                    |
| Una                                | Próxima a Piracicaba                            | 1722                 | Francisco Vicente                                                                                |
| Bicudo                             | Rio das Velhas, próxima a Santo Hipólito        | 1725                 |                                                                                                  |
| Couto                              | Rio Couto, próxima a Magé                       | 1764                 |                                                                                                  |
| Cubatão de Curitiba                | Próxima a Curitiba                              |                      |                                                                                                  |
| Cubatão de Moji do Pilar           | Próxima a Piaçaguera                            | 1786                 |                                                                                                  |
| Cubatão de Paranaguá               | Próxima a Morretes                              | 1783                 |                                                                                                  |
| Cubatão de Santos                  | Rio Canium, próxima a Santos                    | 1795                 | Bonifácio José de Andrada                                                                        |
| Jequitinhonha                      | Rio Jequitinhonha                               | 1736                 |                                                                                                  |
| Juazeiro                           | Rio São Francisco, próxima a Juazeiro           | 1730                 |                                                                                                  |
| Pará de Pitangui                   | Rio Paraopeba, próxima a Pitangui               | 1715                 |                                                                                                  |
| Porto de Pitangui                  | Rio Pará, próxima a Pitangui                    | 1715                 |                                                                                                  |
| Porto do Cunha                     | Rio Paraíba, próxima a Além Paraíba             | 1820                 |                                                                                                  |
| Porto do Meira                     | Próxima a Lorena                                | 1762                 |                                                                                                  |
| Porto dos Pinheiros                | Rio Pinheiros, próxima a São Paulo              | 1710                 |                                                                                                  |
| Rio Apiaí                          | Rio Apiaí                                       | 1762                 | Cláudio de Madureira Calheiros                                                                   |
| Rio Araçuaí                        | Rio Araçuaí                                     | 1736                 |                                                                                                  |
| Rio Araranguá                      | Rio Araranguá                                   | 1788                 |                                                                                                  |
| Rio Atibaia                        | Rio Atibaia, próxima a São Paulo                |                      | Bartolomeu Bueno da Silva                                                                        |
| Rio Curitiba                       | Rio Curitiba, próxima a Curitiba                | 1782                 |                                                                                                  |
| Rio da Capela                      | Rio da Capela                                   | 1722                 | Francisco Pinheiro de Cepeda                                                                     |
| Rio das Canoas                     | Rio das Canoas, próxima a Lajes                 | 1770                 | Manuel da Silva Rios                                                                             |
| Rio das Mortes                     | Rio das Mortes, próxima a São João del-Rei      | 1716                 |                                                                                                  |
| Rio Inhomirim                      | Rio Inhomirim, próxima à Baía de Guanabara      | 1744                 |                                                                                                  |
| Rio Itapetinga                     | Rio Itapetinga                                  | 1762                 |                                                                                                  |
| Rio Jacareí                        | Rio Jacareí, próxima a Jacareí                  | 1762                 | Pedro Martins de Siqueira                                                                        |
| Rio Jaguari ou Rio Jaguari-Guaçu   | Rio Jaguari, próxima a Jaguariúna               | 1762                 | Bartolomeu Bueno da Silva                                                                        |
| Rio Jaguari do Ouro Fino           | Rio Jaguari do Ouro Fino                        | 1783                 |                                                                                                  |
| Rio Jaguari-Mirim                  | Rio Jaguarimirim                                | 1778                 | Bartolomeu Bueno da Silva Manuel Rodrigues de Araújo Belém                                       |
| Rio Jangada                        | Rio Jangada                                     | 1761                 |                                                                                                  |
| Rio Macaé                          | Rio Macaé                                       | 1753                 | Visconde de Asseca                                                                               |
| Rio Maependi                       | Rio Baependi                                    | 1716                 |                                                                                                  |
| Rio Mampituba                      |                                                 |                      |                                                                                                  |
| Rio Moji-Guaçu                     | Rio Mojiguaçu                                   | 1766                 | Bartolomeu Bueno da Silva Manuel Rodrigues de Araújo Belém                                       |
| Rio Paraíba                        | Rio Paraíba                                     | 1718                 | Garcia Rodrigues Pais Pedro Dias Pais Leme Pedro Dias Pais Leme da Câmara José Ferreira da Veiga |
| Rio Paraibuna                      | Rio Paraibuna                                   | 1718                 | Garcia Rodrigues Pais Pedro Dias Pais Leme Pedro Dias Pais Leme da Câmara José Ferreira da Veiga |
| Rio Paranapanema                   | Rio Paranapanema                                | 1762                 | Marçal Ferreira dos Santos Salvador de Oliveira Leme Francisco Pinto Ferraz                      |
| Rio Paraopeba                      | Rio Paraopeba                                   | 1714                 |                                                                                                  |
| Rio Pardo                          | Rio Pardo, próxima a São Paulo                  | 1766                 |                                                                                                  |
| Rio Pelotas                        | Rio Pelotas, próxima a Lajes                    | 1770                 | Apolinário de Almeida Roriz                                                                      |
| Rio São Francisco                  | Rio São Francisco, próxima a Curvelo            | 1860                 | Martinho Afonso de Melo Inácio Martins Fagundes                                                  |
| Rio São João                       | Rio de Janeiro                                  | 1808                 |                                                                                                  |
| Rio Sapucaí                        |                                                 | 1762                 |                                                                                                  |
| Rio Ubá                            | Rio Ubá                                         | 1816                 |                                                                                                  |
| Rio Urucuia                        | Rio Urucuia                                     | 1738                 |                                                                                                  |
| Rio Ururaí                         | Rio de Janeiro                                  | 1808                 |                                                                                                  |
| Rio Verde                          | Rio Verde                                       | 1749                 | Manuel de Sousa Vieira                                                                           |
| Sapucaí                            | Rio das Mortes                                  | 1736                 |                                                                                                  |
| Passagem Nova da Carreira Comprida | Rio das Velhas, próxima a Jaguara e Santa Luzia | 1740                 | Antônio Bernardo de Moraes Dantas                                                                |
| Passagens de Minas Novas           | Rio Jequitinhonha e Rio Araçuaí                 | século XVIII         |                                                                                                  |
| Passagens do Rio das Velhas        | Rio das Velhas                                  | 1721                 |                                                                                                  |
| Passagens do Rio Grande            | Rio Grande                                      | 1701                 | José Pompeu Taques                                                                               |